# Paulo Assunção
Paulo Assunção da Silva (* 25. Januar 1980 in Várzea Grande) ist ein ehemaliger brasilianischer Fußballspieler. Neben der brasilianischen Staatsbürgerschaft besitzt er auch die portugiesische.

## Karriere
Paulo Assunção wechselte im Januar 2001 vom brasilianischen Traditionsverein Palmeiras São Paulo zum portugiesischen Rekordmeister FC Porto. Bei Porto spielte er in der Folge als Stammspieler in der zweiten Mannschaft, ging dann aber zurück zu seinem Stammverein nach Brasilien. Ein weiteres Jahr später kam der Mittelfeldspieler wieder nach Portugal und heuerte bei Nacional Funchal an, wo er in zwei Jahren 50 Ligaspiele absolvierte. Sein Debüt in der ersten Liga feierte er am 26. Januar 2003 beim Spiel gegen Vitória Guimarães. 2004 ging Assunção erneut zum FC Porto, wurde aber kurz nach dem Wechsel für ein Jahr an den elfmaligen griechischen Meister AEK Athen verliehen. In den Jahren 2006, 2007 und 2008 wurde er mit Porto Meister und 2006 zudem Pokalsieger und auch Superpokalsieger. Gemäß einer Klausel in seinem Vertrag hatten sein ehemaliger Klub CD Nacional und der FC Porto jeweils 50 Prozent der Transferrechte an dem Mittelfeldspieler.
Assunção war einer der ersten Spieler, die dann des sogenannten Webster-Urteils und § 17 der FIFA-Regularien ihren Verein verließen. Bei seinem Wechsel zu Atlético Madrid im Juli 2008 hatte er noch das ausstehende Gehalt von 600.000 Euro zu entrichten und für die Spanier fiel keine Ablösesumme an. Mit Madrid erreichte der Brasilianer die bisher größten Erfolge seiner Karriere und gewann 2010 und 2012 die UEFA Europa League. Nach dem zweiten Titelgewinn wechselte er im Juli 2012 zurück in seine Heimat zum FC São Paulo. Dort spielte er bis zum Ende des Jahres und gewann mit dem Club die Copa Sudamericana.
Von Januar 2013 bis zum Ende des Jahres spielte der Mittelfeldspieler beim spanischen Erstligaaufsteiger Deportivo La Coruña. Er kam jedoch lediglich auf 9 Einsätze. 2014 wechselte er zum griechischen Verein Levadiakos, wo er allerdings auf keine Spielzeit kam. Daraufhin beendete Assunção seine aktive Karriere.

## Erfolge
- Copa do Brasil: 1998 (Palmeiras)
- Torneio Rio-São Paulo: 2000 (Palmeiras)
- Portugiesischer Meister: 2006, 2007, 2008
- Portugiesischer Pokalsieger: 2006
- Portugiesischer Superpokalsieger: 2006
- UEFA Europa League: 2010, 2012
- UEFA Super Cup: 2010
- Copa Sudamericana: 2012

## Persönliches
Paulo Assunçãos Sohn Gustavo ist ebenfalls professioneller Fußballspieler.